# Augustus Berkeley (4e comte de Berkeley)
Auguste Berkeley, 4e comte de Berkeley (18 février 1715 – 9 janvier 1755) est le fils du vice-amiral James Berkeley (3e comte de Berkeley) et de Louisa Lennox.

## Biographie
Il est nommé enseigne dans les Grenadier Guards en novembre 1734, et succède à son père le 17 août 1736 comme 4e comte de Berkeley, 12e baron de Berkeley et 4e vicomte Dursley. En 1737, il est créé Lord Lieutenant du Gloucestershire et Connétable du château de Saint-Briavel, postes qu'il occupe jusqu'à sa mort, et est fait lieutenant-colonel du Coldstream Guards. Le 9 juin 1739, il est investi en tant que chevalier de l'Ordre du Chardon. En octobre de la même année, il est l'un des fondateurs de la Foundling Hospital.
De 1738 jusqu'en 1741, il est bien connu pour sa relation avec Frances Hawes (en), vicomtesse Vane. Il épouse Elizabeth Drax (en), fille de Henry Drax et Elizabeth Ernle, le 7 mai 1744. Ils ont deux fils, Frederick Berkeley (5e comte de Berkeley), l'amiral George Cranfield Berkeley et une fille, Elisabeth Craven. Le comte est mort le 9 janvier 1755, et est enterré le 17 janvier 1755 à Berkeley (Gloucestershire).